# Alchemilla commutata
Alchemilla commutata é uma espécie de rosácea do gênero Alchemilla, pertencente à família Rosaceae.